# South Berwick
South Berwick – miasto w Stanach Zjednoczonych, w stanie Maine, w hrabstwie York.